# 백마운수
백마운수(白馬運輸)는 경기도 고양시의 시내버스 업체로, 차고지 및 사무실은 경기도 고양시 일산동구 식사동에 있고, 계열사로는 대덕운수, 서울특별시 마을버스 업체인 서북교통(구로구 소재), 서북운수(서대문구 소재) 등이 있다.

## 연혁
- 1998년: 고봉운수 38번으로 운행개시
- 2005년: 13번(현 037번) 신설운행
- 2006년: 38-1번(현 038번) 운행개시
- 2007년 5월: 명성운수 도시형급 5개노선 마을버스로 전환 및 인수운행개시
- 2007년 6월: 12번(현 062번), 15번(현 071번) 노선 보람운수로 양도
- 2007년 12월: 03-1번 (현 010번)노선 운행개시
- 2008년 2월: 고봉운수에서 태양여객으로 사명변경
- 2008년 3월: 03번 (현 050번) 암센터까지 단축운행
- 2008년 7월: 38-1번 (현 038번) 고양시청을 미경유를 하고 원당주공아파트를 경유
- 2008년 8월: 03번 (현 050번) 일부구간변경 및 동국대병원정문 및 풍동지구경유를 통해 일산동구청까지 연장
- 2008년 11월: 12번 (현 062번) 태양여객에서 대화교통으로 변경 및 양도
- 2009년 1월: 03-1번을 003번으로 변경
- 2009년 3월 1일: 고양시 마을버스체계에 따라 번호 변경 안내
- 2009년 7월 1일: 037번 설문동~삼송역 , 036번 지영리교회~관산동주민센터,벽제시장 노선 관산교통으로 양도
- 2010년 9월: 식사지구 ↔ 현대백화점까지 운행하는 039번 개통운행
- 2010년: 038번 마골 ~ 원당역 구간을 화정역까지 연장
- 2012년 1월: 대호운수에 인수와 동시에 백마운수으로 사명변경
- 2013년 12월 5일: 010번 국립암센터에서 후곡마을 경유 현대백화점, 원마운트까지 연장
- 2024년 5월 1일: 시내버스 업체로 전환[1]

## 인수된 노선
(전) 고봉운수 시절에 명성운수에서 운행하던 01, 12, 15, 75, 03을 인수하여 마을버스로 형간전환하였고, 얼마 지나지 않아 01(신일산운수) 01-1(대덕운수), 12(대화교통), 15(남정여객), 75(삼송여객)번을 다른 회사에 넘겼다. 03(현 050)번만 현재 백마운수에서 운행중이다.

## 운행 노선
| 노선 번호 | 운행구간            | 운행구간 | 운행구간   | 경유지 | 배차 간격 (분) | 구 번호          | 비고              |
| --------- | ------------------- | -------- | ---------- | --- | -------------- | ---------------- | ----------------- |
| 50        | 필리핀참전비        | ↔        | 일산동구청 | 관산동, 고양외고, 관산삼거리, 벽제초등학교, 고봉동, 식사삼거리, 고양가구공단, 동국대학교 일산병원, 풍산동, 백마마을, 강촌마을, MBC드림센터                   | 60             | 03 → 050         |                   |
| 69        | 마골                | ↔        | 화정역     | 성석초등학교, 고봉동, 벽제초등학교, 쥬쥬테마동물원, 삼릉역, 성사고등학교, 원당시장, 성사1동, 고양어울림누리, 달빛마을, 화정1동, 덕양구청                     | 13~15          | 38-1 → 038       |                   |
| 87        | 설문동              | ↔        | 밤가시마을 | 그린씨티동문아파트 - 고봉4동마을회관 - 고봉동 - 식사공단 - 위시티 - 동국대병원 정문 - 구.고양교통 차고지 - 풍산역 - 정발산동                                 | 60             | 99 → 087         |                   |
| 98        | 위시티1단지         | ↔        | 현대백화점 | 위시티5단지, 세원고교, 동국대병원사거리, 백마역, 강촌마을, 일산동구청, 주엽역, 대화역, 고양종합운동장, 킨텍스                                                | 10~12          | 039              | 저상버스 5대 운행 |
| 99        | 약산마을 애니골입구 | ↔        | 원마운트   | 하늘마을, 풍산역, 저동중고교, 일산동부경찰서, 라페스타, 정발산역, 일산동구청, 마두역, 백석역, 고양종합터미널, 일산병원, 국립암센터, 오마초, 오마중, 원마운트 | 15             | 03-1 → 003 → 010 | 저상버스 8대 운행 |

### 과거 마을버스 운행노선
- ● 062번: 구산동 ↔ 원마운트: (전) 태양여객에서 대화교통으로 양도
- ● 036번: 고봉동주민센터 ↔ 벽제시장: (전) 태양여객에서 관산교통으로 양도
- ● 037번: 설문동 ↔ 삼송역: (전) 태양여객에서 관산교통으로 양도
- ● 071번: 구산동 ↔ 하늘마을: (전) 태양여객에서 보람운수가 인수후 삼송여객에 양도하였다가 지금은 남정여객으로 양도되어 운행중
- ● 085번: 원당역 ↔ 주엽역: (전) 태양여객에서 보람운수가 인수하여 운행을 하다가 01번, 01-1번 분리후 대호운수에서 인수받아 운행 후, 승객 수가 저조하여 노선을 순환노선으로 변경했으나 현재 폐선.
- ● 093번: 탄현 ↔ 주엽역: (전) 태양여객에서 운행을 하였다가 보람운수가 인수한 뒤 01번과 01-1번 분리후 01번은 신일산운수로, 01-1번은 대호운수로 운행하다가 093번(구 01번) 노선은 092번으로 통합되었음.
- ● 075번: 삼송지구 ↔ 디지털미디어시티역: (전) 태양여객에서 삼송여객(현 뉴시티)으로 양도 됨

## 보유 차량

#### 비야디 자동차
- BYD eBus-11
- BYD eBus-12

#### 현대자동차
- 현대 저상 뉴 슈퍼 에어로시티

#### JJ모터스
- JJ모터스 V105 EV